# BMW・iX
iX（社内コード：i20）は、BMWがiブランドで販売する電動のフルサイズ高級クロスオーバーSUVである。

## 概要
2018年のロサンゼルスオートショーでコンセプトモデルであるVision iNextが初公開された。Vision iNextはCASEと呼ばれる次世代の自動車の革新分野を具現化したスタディモデルである。量産モデルのプロトタイプは2020年にオンラインで初公開され、2021年11月に欧州と日本で発売された。
iXのボディにはD～Fセグメント用のCLARプラットフォームをベースとして、アルミスペースフレームとカーボン製のケージを使った軽量・高剛性な新設計のフレームが採用される。エンジン車とプラットフォームを共通化することで既存の生産ラインを流用できる利点があり、iXはドイツのディンゴルフィング工場にある5シリーズなどと同じラインで生産される。全長は4,953mmと大型だが、リアステアリングの採用により最小回転半径を6mに抑えている。
フロントには縦長のキドニーグリルが取り付けられるが、エンジン車とは異なり通気孔の無い1枚の加飾パネルとなっており、裏にはADAS用のレーダー・センサー等が備わる。このパネルの表面には自己修復効果をもつポリウレタンコーティングが施されており、小さなかすり傷なら室温で24時間以内、温風下では5分間で修復される。
ボンネットはユーザーが開けられない構造となっており、代わりにフロントのBMWエンブレムに隠された補充口からウォッシャー液の補充を行う。なおリヤのBMWエンブレムには後方カメラ用のウォッシャーが隠されており、洗浄時にエンブレムがポップアップしてノズルが出現し、レンズカバーにウォッシャー液を吹きかけて洗浄する。
電費改善のために空力性能にも注意が払われ、BMWのSUVでは初となるフラッシュハンドルや専用設計のディフューザーなどによりCd値は0.25に抑えられた。
インテリアではBMW初となる一体型のディスプレイパネルが採用され、12.3インチのデジタルメーターと14.9インチのセンターディスプレイが1枚の湾曲したパネルで一体化されている。またボタン類を極力廃止し、運転席周辺のデザインをシンプル化する試みがなされた。
iXには5G規格の通信機能が搭載されており、無線通信を介してソフトウェアのアップデートが行われる。2022年3月にはBMWとNTTドコモが共同で日本初となる5GおよびコンシューマeSIMに対応したコネクテッドカーサービスの提供を開始し、スマホと車両を接続することなく車内で音声通話やインターネット通信環境を提供できるようになった。

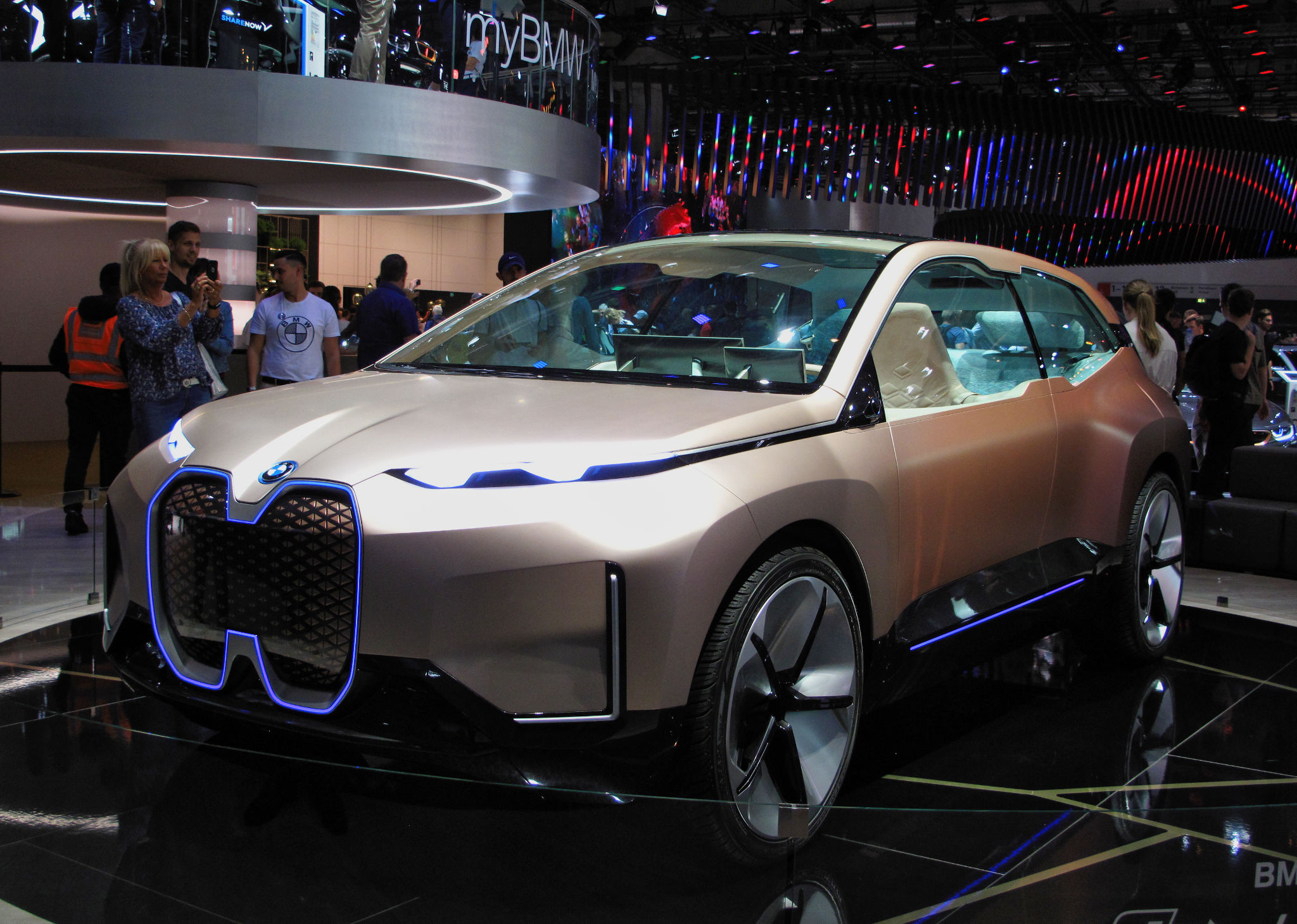
Vision iNextコンセプト
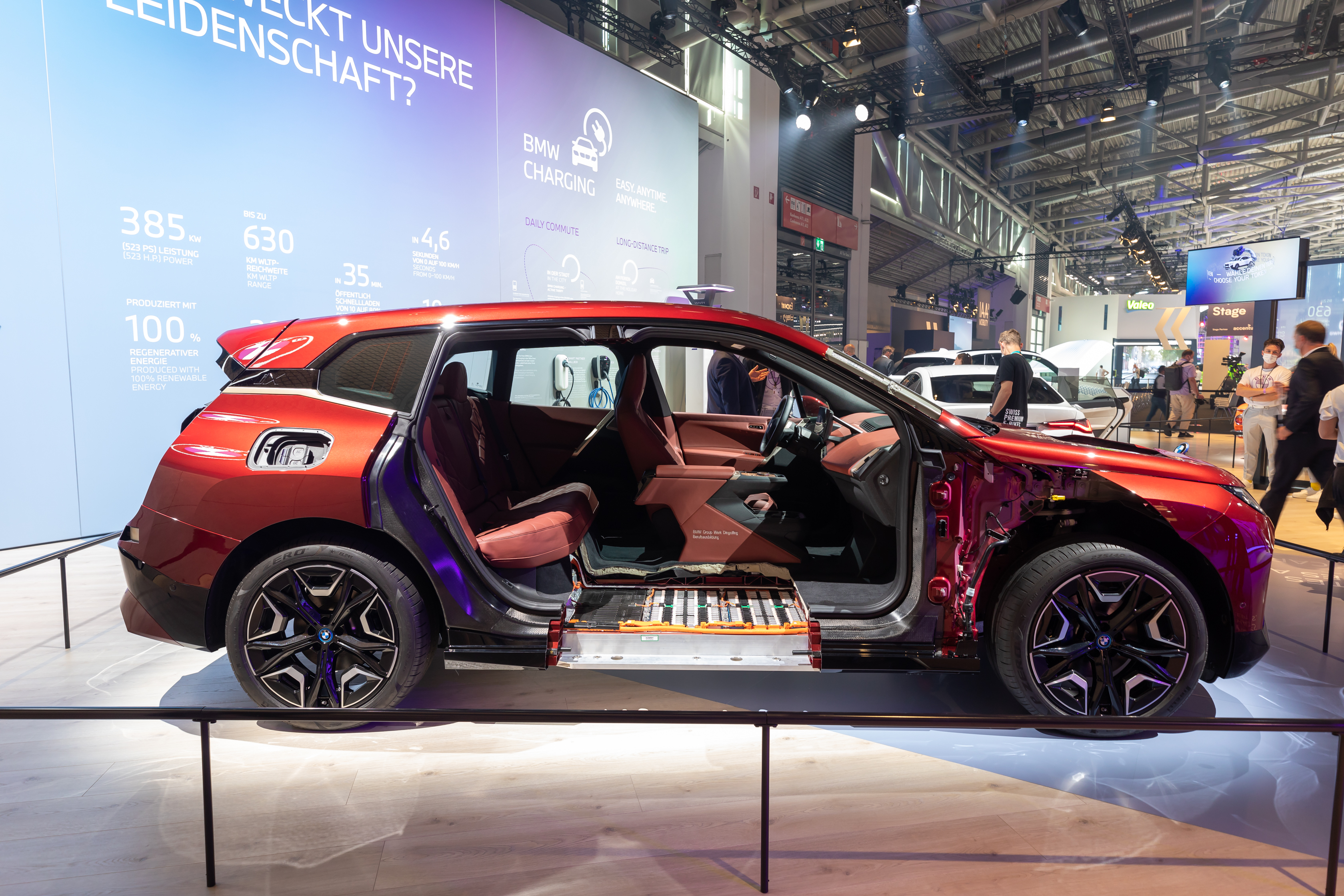
カットモデル
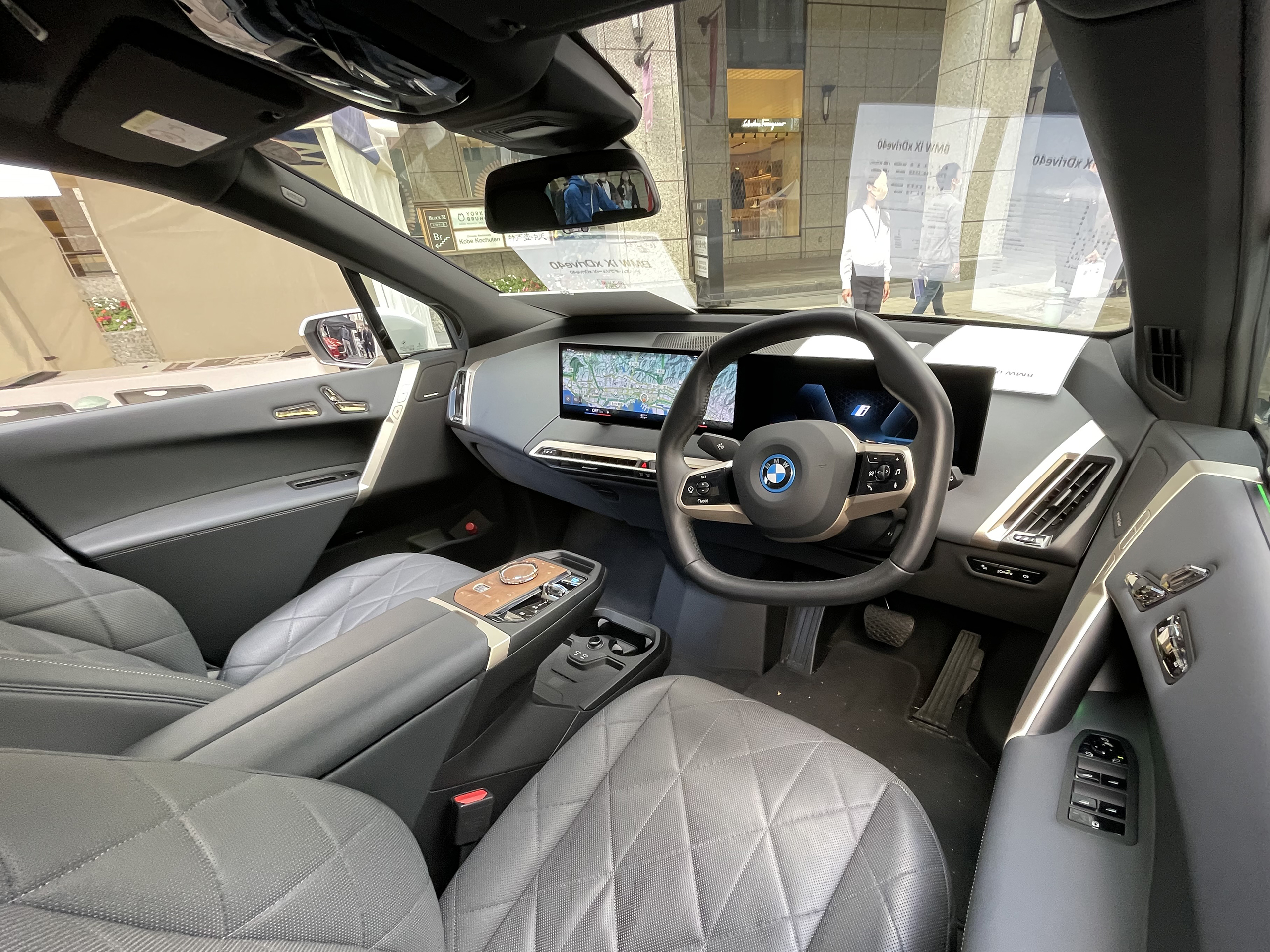
インテリア

## 自動運転
iXの車載コンピューターの処理能力は既存モデルに対して20倍となり、結果として一度に処理できるセンサー類のデータ量が約2倍にまで増加した。これにより最大レベル3の自動運転機能に対応可能となった。
発売時点ではレベル3の自動運転機能は搭載されず、代わりにレベル2+相当の運転支援システムを利用できる。このシステムには交通標識や車両、歩行者などの識別機能を備えたレーンキープアシストやアダプティブ・クルーズ・コントロールなどが含まれる。レベル3の自動運転機能は将来のソフトウェアアップデートにより追加される予定。
2022年3月には新開発の自動駐車システム「パーキングアシスタントプロフェッショナル」が欧州向けに導入され、目的地の到着後に車両を自動で駐車できる。ただし本機能はレベル2相当の自動運転機能のため、システム作動中はドライバーが周囲を監視し、緊急時は操作に介入することが求められる。

## 動力
動力のラインナップは以下の通り。2023年7月現在、日本には全てのグレードが導入されている。
全モデルとも前後に同期モーターを1基ずつ搭載して4輪を駆動する。xDrive 40で76.6kWh、それ以外のモデルで111.5kWhのリチウムイオンバッテリーを床下に搭載し、またヒートポンプを用いた熱管理システムにより走行中のバッテリー温度の管理と急速充電前のプレコンディショニングを行う。
| モデル    | 販売時期 | 駆動方式 | 最高出力        | 最大トルク | WTLP航続距離 |
| --------- | -------- | -------- | --------------- | ---------- | ------------ |
| xDrive 40 | 2021/11- | 4WD      | 240 kW (326 PS) | 630 Nm     | 408-436 km   |
| xDrive 50 | 2021/11- | 4WD      | 385 kW (523 PS) | 765 Nm     | 590-633 km   |
| M60       | 2022/06- | 4WD      | 397 kW (540 PS) | 1015 Nm    | 501-564 km   |